# Élection pontificale de 1243
L'élection pontificale de 1243 se déroule après une vacance de 19 mois à la suite de la mort du pape Célestin IV. Elle aboutit à l'élection, le 25 juin 1243, du cardinal Sinibaldo de Fieschi qui devient le pape Innocent IV.

## Sources
- (en)/(pl) Cet article est partiellement ou en totalité issu des articles intitulés en anglais « Papal election, 1243 » (voir la liste des auteurs) et en polonais « Papieska elekcja 1243 » (voir la liste des auteurs).
- (en) Sede Vacante de 1241 à 1243 - Université de Nothridge - État de Californie - John Paul Adams - 18 septembre 2014